# Třída M (1914)
Třída M byla třída torpédoborců Royal Navy z období první světové války. Ta se dělí do dvou hlavních podtříd, v rámci kterých existovala ještě řada podvariant. Celkem bylo postaveno 102 torpédoborců řazených do této třídy. Ve službě byly v letech 1914–1929. Byly nasazeny ve světové válce, ve které jich bylo šest potopeno. Další byly ztraceny z jiných příčin (kolize, ztroskotání). V letech 1920–1929 provozovalo dvě jednotky kanadské královské námořnictvo. Zbývající byly vyřazeny ve 20. letech.

## Pozadí vzniku

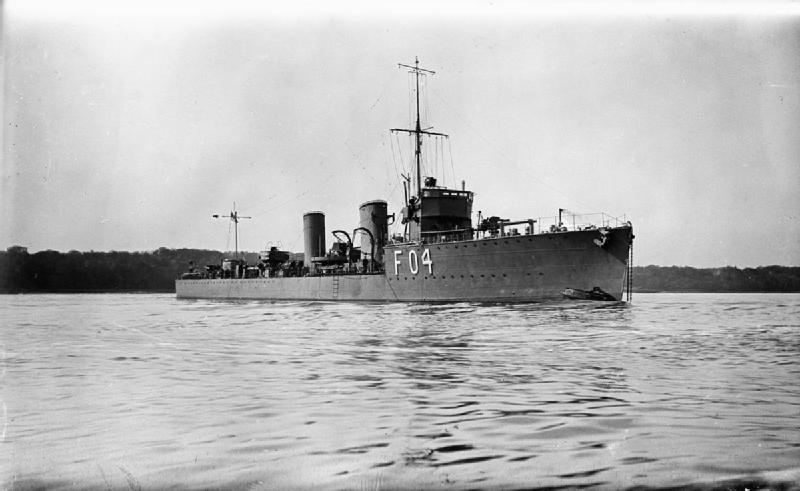
HMS Nerissa (Yarrow M

Celkem bylo v letech 1913-1917 postaveno 102 torpédoborců této třídy, dělících se do dvou hlavních podtříd a řady dalších podvariant. Torpédoborce se lišily rozměry a dodavateli pohonného systému, naopak měly podobné výkony a výzbroj.
Nejprve bylo v letech 1913–1914 postaveno 13 torpédoborců třídy M, z toho šest verze Admiralty M, dva verze Hawthorn Leslie M, dva Thornycroft M a čtyři Yarrow M.
Další rozsáhlá série byla objednána v souvislosti s vypuknutím první světové války. Tvoří ji celkem 89 torpédoborců třídy M (dodatečná) postavených v letech 1914–1917, z toho 73 verze Admiralty M, dále 10 verze Thornycroft M, šest verze Yarrow M.

## Konstrukce

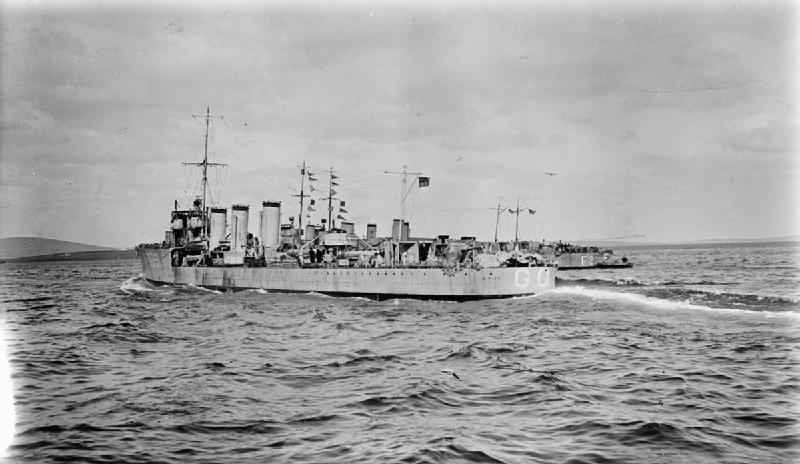
HMS Minion (Admiralty M, dodatečný)

Základní výzbroj představovaly tři 102mm kanóny, dva 40mm kanóny a dva dvojhlavňové 533mm torpédomety. Pohonný systém se lišil dle varianty, stejně jako počet komínů (dva až čtyři). Například Murray (Admiralty M) měl čtyři kotle Yarrow a tři turbíny Parsons o výkonu 25 000 hp, pohánějící tři lodní šrouby. Nejvyšší rychlost dosahovala 34 uzlů. Torpédoborec Miranda (Yarrow M) měl tři kotle Yarrow a dvě parní turbíny Brown-Curtis o výkonu 23 000 hp, pohánějící dva lodní šrouby. Nejvyšší rychlost dosahovala 35 uzlů.

## Operační služba

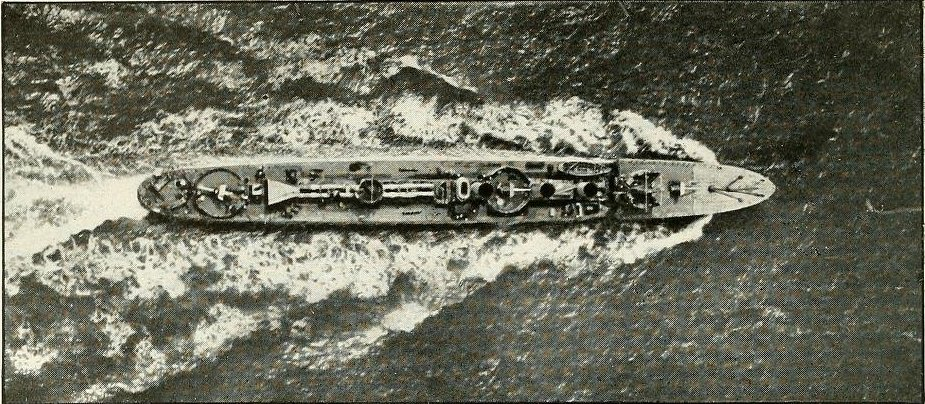
Torpédoborec Admiralty M

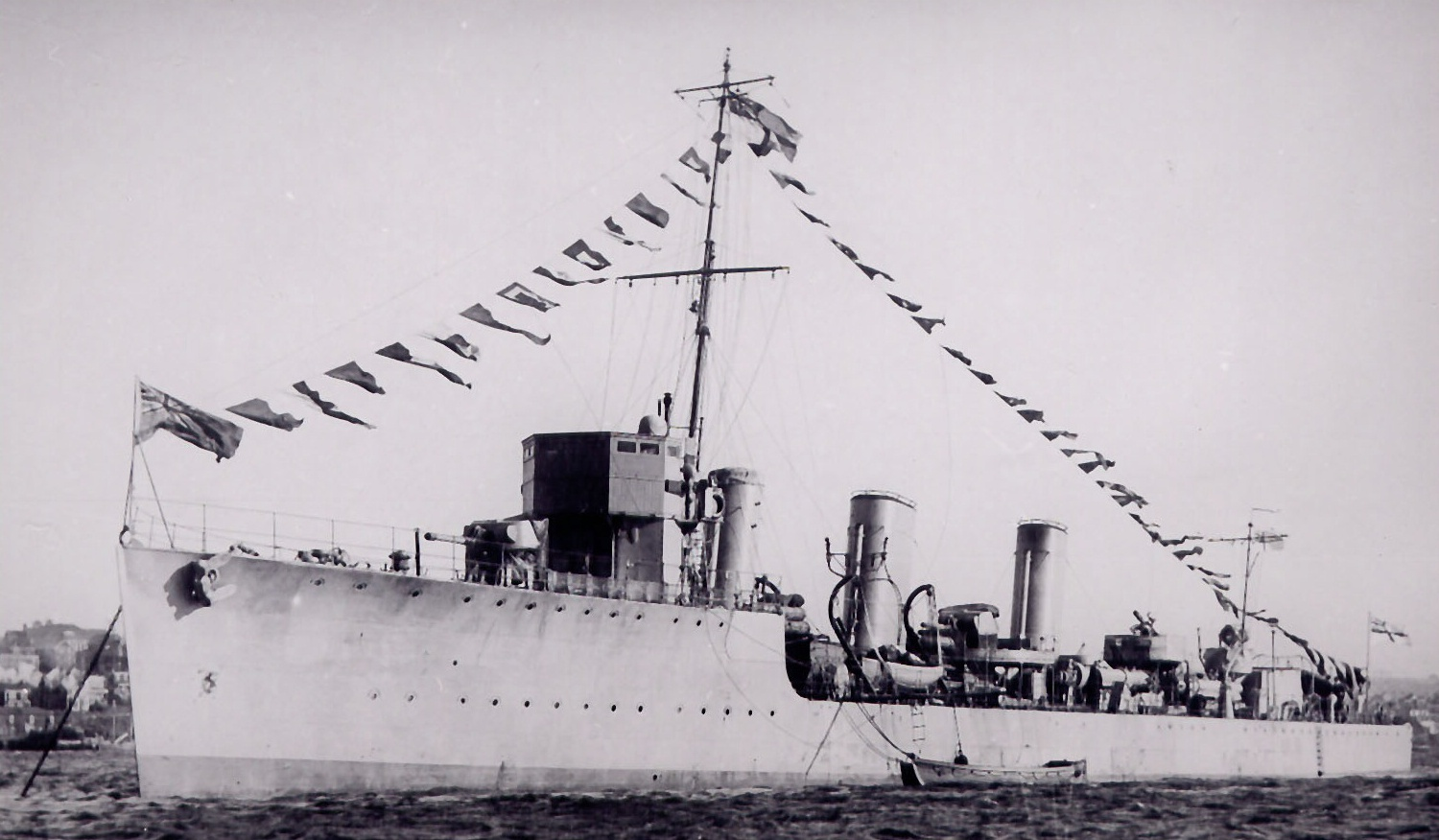
HMCS Patriot (Thornycroft M)

Britské královské námořnictvo třídu provozovalo v letech 1914–1929. Nasadilo je za první světové války. Ve službě bylo ztraceno 12 jednotek:
- HMS Nomad a HMS Nestor – byly dne 31. května 1916 potpeny v bitvě u Jutska.
- HMS Negro – Dne 21. prosince 1916 se potopil v Severním moři po srážce s torpédoborcem třídy Parker HMS Hoste.
- HMS Pheasant – Dne 1. března 1917 se u Orknejí potopil na mině.
- HMS Mary Rose – Dne 17. října 1917 byl potopen u pobřeží Norska německými minovými křižníky třídy Brummer.
- HMS Marmion – Dne 21. října 1917 se potopil u Lerwicku po srážce s torpédoborcem třídy R HMS Tirade.
- HMS Partridge – Dne 12. prosince 1917 byl u pobřeží Norska potopen německými torpédoborci.
- HMS Narbrough – Dne 12. ledna 1918 ztroskotal ve Scapa Flow.
- HMS Opal – Dne 21. ledna 1918 ztroskotal ve Scapa Flow.
- HMS North Star – Dne 23. dubna 1918 byl u Zeebrugge potopen německými válečnými loděmi.
- HMS Nessus – Dne 8. září 1918 se potopil v Severním moři po srážce s chráněným křižníkem třídy Diadem HMS Amphitrite.
- HMS Narwhal – V roce 1919 se srazil s jinou lodí, nebyl opraven.